# Botswana na Letnich Igrzyskach Olimpijskich 1984
Botswanę na XXIII Letnich Igrzyskach Olimpijskich w Los Angeles reprezentowało 7 sportowców
Był to drugi start Botswany na letnich igrzyskach olimpijskich.

## Lekkoatletyka

### Mężczyźni
- Kgosiemang Khumoyarano - 100 m, odpadł w pierwszej rundzie
- Joseph Ramotshabi - 400 m, odpadł w pierwszej rundzie; 800 m, odpadł w pierwszej rundzie
- Kgomotso Balotthanyi - 1500 m, odpadł w pierwszej rundzie
- Wilson Theleso - maraton, 55. miejsce
- Johnson Mbangiwa - maraton, 76. miejsce
- Bigboy Matlapeng - maraton, nie ukończył

## Żeglarstwo
- Derek Hudson - klasa Finn, 27. miejsce